# بروملی (آلاباما)
بروملی (به انگلیسی: Bromley) یک منطقهٔ مسکونی در ایالات متحده آمریکا است که در شهرستان بالدوین، آلاباما واقع شده‌است. بروملی ۲۸٫۹۶ متر بالاتر از سطح دریا قرار دارد.